# جوليا (فلم)
جوليا (بالإنجليزية: Julia) هو فيلم دراما تم إنتاجه في الولايات المتحدة وصدر في سنة 1977.

## بطولة
- جين فوندا
- فانيسا رديغريف
- جيسون روباردس
- هال هولبروك
- ماكسيميليان شيل

## الميزانية والإيرادات
بلغت تكلفة إنتاج الفيلم حوالي 7.84 مليون دولار بينما حقق أرباحا تقدر بـ 20,714,400 دولار.

### ترشيحات وجوائز
| السنة | الحدث  | الفئة     | النتيجة |
| ----- | ------ | --------- | ------- |
|       | أوسكار | أفضل فيلم | ترشـيـح |

## وصلات خارجية
- مقالات تستعمل روابط فنية بلا صلة مع ويكي بيانات